# Herrliberg
Herrliberg is een gemeente en plaats in het Zwitserse kanton Zürich, en maakt deel uit van het district Meilen.
Herrliberg telt 5619 inwoners.